# ریچارد برایان
ریچارد برایان (به انگلیسی: Richard Bryan) سناتور سابق عضو حزب دموکرات ایالات متحده آمریکا بود. وی در سال ۱۹۸۹ تا ۲۰۰۱ میلادی سناتور ایالت نوادا در سنای ایالات متحده آمریکا بود.